# Jannie Haek
Jannie Haek (Torhout, 10 juli 1965) is een Belgisch topambtenaar. Hij was van 2005 tot 2013 gedelegeerd bestuurder van de NMBS-Holding en is sinds 2013 gedelegeerd bestuurder van de Nationale Loterij.

## Levensloop

### Politieke kabinetten
Jannie Haek behaalde in 1988 een licentiaat in politieke en sociale wetenschappen aan de Rijksuniversiteit Gent. Begin jaren 1990 was hij inspecteur van Financiën op de administratie Begroting. Daarna ging hij aan de slag bij enkele kabinetten van SP/sp.a-ministers. Zo werd hij in 1992 adjunct-kabinetschef van minister van Buitenlandse Zaken Louis Tobback. De kabinetschef van Tobback was Johan Vande Lanotte. Die laatste volgde in 1994 Tobback op als minister. Haek bleef adjunct-kabinetschef en werd een jaar later kabinetschef van Vande Lanotte. Hij bleef deze rol vervullen in de volgende kabinetten van Vande Lanotte. Hij was voor de sp.a ook betrokken bij enkele regeringsonderhandelingen.

### Rol binnen overheidsbedrijven
Hij bekleedde verschillende posities bij overheidsbedrijven. Zo was hij bestuurder van luchtvaartmaatschappij Sabena. In 2001 stapte hij over naar BIAC, de uitbater van Brussels Airport, waar hij Eddy Wymeersch opvolgde. In 2003 volgde Pierre Klees hem in die functie op. Hij was ook regeringscommissaris bij A.S.T.R.I.D. en de Nationale Loterij en later opnieuw bestuurder van BIAC.
In januari 2005 werd Haek door de regering-Verhofstadt II aangeduid als opvolger van Karel Vinck als gedelegeerd bestuurder van de NMBS-Holding. Politieke tegenstanders spraken van een politieke benoeming. Ondertussen was hij ook inspecteur-generaal van Financiën geworden zonder de functie uit te oefenen.
In 2013 werd hij bij een ronde van benoemingen voor overheidsbedrijven na aanslepende onderhandelingen aangesteld als gedelegeerd bestuurder van de Nationale Loterij in opvolging van Ivan Pittevils. Hij had tijdens de onderhandelingsperiode echter interesse getoond in de job van gedelegeerd bestuurder voor de vernieuwde NMBS-structuur.
Sinds 2014 is hij bestuurder van de Participatiemaatschappij Vlaanderen.

### Beschuldigingen van agressie
In 2024 werd hij voorwerp van een bemiddelingstraject binnen de Nationale Loterij. Er zou sprake zijn van verbale agressie en overmatig alcoholgebruik. Haek erkende dat zijn communicatiestijl mensen heeft gekwetst en een onveilig gevoel gaf. De bemiddeling werd zonder akkoord beëindigd, maar de raad van bestuur bevestigde erna wel het vertrouwen in Haek.

## Persoonlijk
Haek heeft twee kinderen.